# Ферганський хребет
Ферганський хребет (кирг. Фергана тоо кыркасы) — гірський хребет в Центральному Тянь-Шані, Киргизстан. Адміністративно розташований на території Ошської, Наринської (слугує кордоном) та Джалал-Абадської областей. Відокремлює Ферганську долину від внутрішнього Тянь-Шаню, слугує його південно-західним облямуванням. Переходить через перевал Суйок в гори Кокшал-Тау (хребти Торугартський і Алайкууський).

## Геологія
Гірський хребет складений сланцями, пісковиками, вапняками, конгломератами, прорваними штоками габро і міжпластовими інтрузіями діабазів. На схилах хребта розвідані поклади вугілля (Кок-Янгак), у передгірському прогині — нафти й природного газу. Гори постійно ростуть через тектонічні рухи.

## Орографія
Довжина приблизно 225 км, завширшки 60 км. Простягається з південного-сходу на північний захід, від Токтогульського водосховища до кордону з Китаєм. Середні висоти на заході 3300-3500 м, на сході — 4500-4600 м. Найбільша висота гора Уч-Сеїт (4893 м), за іншими даними (4692 м). Поперечний профіль гірського хребта різко асиметричний: південно-західний схил довгий і пологий, знижується у Ферганську долину; північно-східний — крутий і короткий. Відрогами хребта слугують хребти Бабаш-Ата, Сууган-Таш, Сьорюн-Дьобьо.

## Клімат
Гірський хребет лежить в континентальній області помірного кліматичного поясу, на клімат передгір'їв значний вплив мають прилеглі пустелі. Вологі повітряні маси з Атлантики, що їх несуть західні вітри, залишають значні опади (більше 1000 мм) на західних схилах із літнім максимумом, залишаючи східним не більше 300 мм. Середня температура липня в долинах вище за 20 °C, широко поширені температурні інверсії, взимку можливі відлиги.

## Гідрографія
Схили хребта розчленовані ущелинами рік Кара-Кульджа, Кара-Ункюр, Кулун, Джази, Ала-Бука, що течуть до Нарину, або до Карадар'ї. Великі озера Кулун, Кара-Суу.

## Сучасне заледеніння
На схилах Ферганського хребта нараховується 383 льодовика площею 195,8 км², льодовики невеликі, 83% дрібніше 0,5 км², лише 3 льодовика більше 2 км². У південно-східній частині хребта знаходиться 156 льодовиків, загальною площею 111 км² (площа заледеніння решти частини хребта приблизно 15 км²). Найбільший льодовик — долинний льодовик Пальгова, завдовжки 5,4 км, площа 7,4 км². Більшість великих льодовиків має експозицію на північний схід, так як в їх живленні значну роль відіграє перенос снігу завірюхами на підвітряні північно-східні схили, що їх спричинюють сильні західні й південно-західні вітри. Висота льодовиків збільшується з північного заходу на південний схід від 3150 до 4800 м. Поверхні їх порівняно чисті, мореною вкрито менше 3% площі. На долинних льодовиках багато тріщин, є льодопади. Ухил поверхні в фірнових областях 7-8°, на язиках — 10-15°.

## Рослинність та ґрунти
У передгір'ях напівпустелі субтропічного типу з ефемерами (осоки, тонконіг) і полиново-ефемерові угруповання на звичайних сіроземах, з висотою переходять у ефемероїдні пирійно-мятликові угруповання на темних сіроземах. У степовий висотній ландшафтній зоні поширені злаково-ефемероїдні субтропічні степи з пануванням пирію, ячменю, крупного різнотрав'я (оман (Inula helenium)) на вилужених сіроземах.
На середніх висотах листяні ліси не утворюють суцільного пояса, а розташовуються окремими масивами серед степів, чагарників і скель. Середньовисотна лісолучна-степова зона степів і чагарників (шипшина (Rosa), барбарис (Berberis vulgaris), фісташка (Pistacia)) на гірських коричневих ґрунтах. На південно-західних схилах середньої висоти і по долинах річок — ліси з волоського горіха (Juglans regia), іноді з домішкою клена (Acer), з підліском із аличі (Prunus cerasifera), жимолості (Lonicera), жостеру (Rhamnus) й яблуні (Malus) й груш (Pyrus) на гірських буроземах; вище — темнохвойні смерекові ліси й ліси з арчі, субальпійські та альпійські луки..

## Тваринний світ
Серед характерних тварин Ферганського хребта слід зазначити: шакала (Canis aureus), лисицю (Vulpes), снігового барса (Uncia uncia), гірських козлів (Capra) і баранів (Ovis), різноманітних птахів і рептилій.

## Охорона природи
На схилах хребта створено природоохоронні території: Кулунатинський заповідник, національні парки Саймалуу-Таш і Кара-Шоро.
Велике значення має збереження та відновлення горіхово-арчевих лісів, що мають важливу ґрунтозахисну роль.